# Levi Woodbury
Levi Woodbury (22 tháng 12 năm 1789 - 04 tháng 9 năm 1851) là một thẩm phán thành viên của Tòa án Tối cao Hoa Kỳ, một thượng nghị sĩ Hoa Kỳ, Thống đốc bang New Hampshire và thành viên nội các trong ba chính quyền, là Bộ trưởng Ngân khố Hoa Kỳ thứ 13 (1834 - 1841). Ông là nhà Tư pháp đầu tiên có học trường luật.

## Tiểu sử
Levi Woodbury sinh ngày 22 tháng 12 năm 1789 tại Francestown, bang New Hampshire, Hoa Kỳ, là con trai của Mary và Peter Woodbury. Ông bắt đầu học tại Học viện Atkinson. Ông tốt nghiệp trường Đại học Dartmouth vào năm 1809, sau đó ông làm một thời gian ngắn tham dự Khai thác Trường Luật Reeve ở Litchfield, Connecticut, và đọc luật để được nhận vào New Hampshire Bar vào năm 1812. Ông trở thành công lý Tòa án tối cao đầu tiên tham dự trường luật. Sau đó, ông là trong thực tế tư nhân trong Francestown từ năm 1812 đến 1816. Ông cũng từng tham gia Hội Tam Điểm.
Giáo dục của ông đã góp phần khởi đầu của mình trong pháp luật, dẫn đến vị trí chính trị của ông sau này. Ông đã được nhận vào quán Bar của New Hampshire vào năm 1812 và bắt đầu thực hành nghề luật ở quê nhà. Trong thời gian ở Francestown, ông đã viết về giải quyết Hillsborough để bảo vệ chính quyền Madison cho quyết định của mình trong cuộc chiến tranh năm 1812, đánh dấu sự khởi đầu của sự tham gia chính trị của ông. Sau khi công bố quốc phòng của mình, ông đã đạt được sự công nhận ông cần phải nhận được một cuộc hẹn để thượng viện bang trong 1816. Trong kế nhanh chóng, ông được bổ nhiệm vào tòa án tối cao bang một năm sau đó, và vào năm 1823, ông được bầu làm Thống đốc New Hampshire. Trong suốt thời gian của cuộc bầu cử thống đốc của mình, đã có bè phái trong đảng. Các phiên họp kín đã chọn Samuel Dinsmoor là ứng cử viên thống đốc, nhưng một "bất thường" quy ước nào bầu Woodbury là ứng cử viên khác. Woodbury đánh bại Dinsmoor bởi một biên độ rộng, nhưng một năm của ông là thống đốc là một thất bại. Ông đã cố gắng để dung hòa Liên bang và Dân chủ Cộng hòa nhưng đã không làm cho rất nhiều tiến bộ. Cuối cùng, ông đã trở thành một Thượng nghị sĩ Hoa Kỳ từ New Hampshire, trong thời gian đó ông phục vụ như Chủ tịch của Ủy ban Thương mại Thượng viện. Trong suốt sự nghiệp chính trị Woodbury, ông được mô tả như là độc lập và trung bình, trong đó một số học giả giải thích như lưỡng lự và do dự.
Woodbury là một nhân viên của nhà nước Thượng viện New Hampshire 1816-1817, và Tư pháp của Tòa Thượng Hampshire mới của bộ máy tư pháp từ 1817 đến 1823. Ông là Thống đốc bang New Hampshire 1823-1824 và là loa của bang New Hampshire Hạ viện năm 1825.

## Dịch vụ của chính phủ liên bang

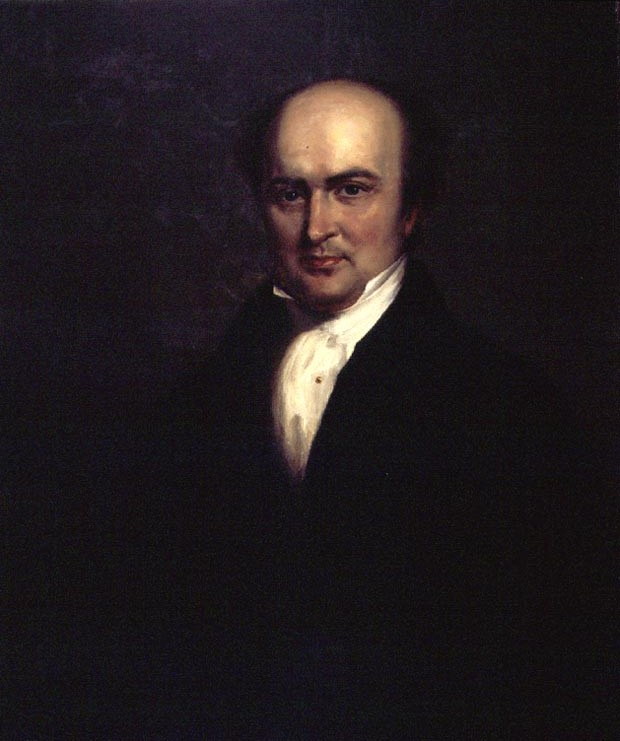
Woodbury năm 1847

Woodbury phục vụ như là một thượng nghị sĩ Hoa Kỳ từ New Hampshire từ năm 1825 đến năm 1831. Được bầu vào phục vụ ở New Hampshire Nhà nước Thượng viện vào năm 1831, Woodbury không nhậm chức do được bổ nhiệm làm Bộ trưởng Hải Quân Hoa Kỳ dưới thời Tổng thống Andrew Jackson, từ năm 1831 đến 1834. vào đầu nhiệm kỳ này, ông đã có công trong việc bổ nhiệm đồng mới Hampshireman Edmund Roberts làm đại lý đặc biệt và đặc phái viên đến Viễn Đông. Woodbury từng là Bộ trưởng Tài chính dưới Jackson và Martin Van Buren 1834-1841, và phục vụ một lần nữa như Thượng nghị sĩ từ New Hampshire từ năm 1841 đến năm 1845. Ông là một chánh án Tòa án tối cao Hoa Kỳ từ năm 1845 cho đến khi qua đời vào năm 1851.
Là một thượng nghị sĩ Hoa Kỳ, Woodbury là một cậy Jackson đảng Dân chủ, và Tổng thống Jackson bổ nhiệm ông Bộ trưởng Hải quân thứ 9 của Hoa Kỳ từ năm 1831 đến năm 1834 và sau đó Bộ trưởng Ngân khố thứ 13 của Hoa Kỳ từ năm 1834 đến năm 1841. Woodbury làm việc thành công để kết thúc làm Ngân hàng thứ hai của Hoa Kỳ; như Jackson ông ủng hộ một hệ thống "độc lập" quỹ và "tiền cứng" trên tiền giấy. Nhìn lại, những hoảng loạn tài chính của năm 1837 và sự sụp đổ của giá đất đầu cơ là di sản của nhiệm kỳ Woodbury của. Sau khi Panic, Woodbury nhận ra rằng Bộ Tài chính Mỹ cần một người quản lý an toàn hơn của các quỹ riêng của nó so với các ngân hàng thương mại cung cấp, và ông ủng hộ hành động cho một "hệ thống Kho bạc độc lập" Quốc hội thông qua vào năm 1840. Nó chủ yếu được bãi bỏ dưới sự quản lý mới năm sau, nhưng nền tảng đã được đặt cho một Kho bạc độc lập của Mỹ, cuối cùng thành lập vào năm 1846, dưới thời Tổng thống James K. Polk. Woodbury cũng từng là chủ tịch của Ủy ban Thượng viện Hoa Kỳ về Tài chính trong một phiên họp đặc biệt của Đại hội 29. mười ngày của ông chủ tịch là ngắn nhất trong lịch sử.

## Nhiệm kỳ Phó chánh án Tòa án Tối cao
Trong cuộc bầu cử tổng thống năm 1844, Woodbury và đảng Dân chủ Jackson hỗ trợ đề cử của đảng Dân chủ của Polk. Trong năm đó, Woodbury cũng giao một Địa chỉ Phi Beta Kappa tại trường cũ của mình, Dartmouth College, mang tên "Tiến bộ". [4] Ngày 20 tháng 9 năm 1845, Polk đã Woodbury hẹn giờ ra để một chỗ ngồi như một Phó chánh Mỹ Tòa án Tối cao bỏ trống của Joseph Story. Chính thức được đề cử vào ngày 23 tháng 12 năm 1845, Woodbury đã được khẳng định bởi Thượng viện Hoa Kỳ vào ngày 03 Tháng 1 năm 1846, và đã nhận được hoa hồng của mình trong cùng một ngày. Woodbury được quảng cáo là một ứng cử viên cho Tổng thống trong Hội nghị Quốc gia 1848 Dân chủ nơi hỗ trợ của ông chủ yếu tập trung ở New England. Ngài còn ở lại Tòa án cho đến khi ông qua đời ở tuổi 61 vào năm 1851, tại Portsmouth, New Hampshire.
Tin tức về cuộc hẹn của mình cũng đã được nhận bởi công chúng và ông đã được xem như một người bảo vệ quyền hiến định. Mặc dù anh chỉ được vào Tòa án sáu năm, ông đã viết ý kiến chính cho Tòa án liên quan đến các khoản hợp đồng, chế độ nô lệ, các học thuyết câu hỏi chính trị, và các khoản Thương mại.

## Cái chết
Khi đang làm Phó chánh án Tòa án Tối cao Hoa Kỳ, Levi Woodbury qua đời trong nhiệm kỳ vào ngày 4 tháng 9 năm 1851 ở tuổi gần 62 tại Portsmouth của bang New Hampshire, Hoa Kỳ.

## Di sản
Woodbury là một trong số ít các cá nhân để phục vụ trong cả ba ngành của chính phủ Mỹ và là một trong ba người đã phục vụ trong cả ba ngành và cũng đã từng là một Thống đốc Mỹ (những người khác là Salmon P. Chase và James F. Byrnes). Woodbury County, Iowa, các thành phố của Woodbury, Minnesota và Woodbury, Tennessee, Woodbury Avenue ở Portsmouth, New Hampshire, trường Woodbury tại Salem, New Hampshire, và con tàu USS Woodbury được đặt tên để vinh danh ông. Montgomery Blair, bưu điện chung của Abraham Lincoln, cưới con gái của mình là Mary Woodbury.
Mặc dù ông đã nổi tiếng trong thế kỷ 19, danh tiếng của Woodbury giảm sau khi ông mất. suy giảm của ông thường được công nhận bởi hai yếu tố: phong cách viết dày đặc của mình và luật học thực chứng, trong đó cho phép các quan niệm sai lầm rằng ông ấy ủng hộ chế độ nô lệ. Ông được biết đến với trí thông minh của mình, nhưng ý kiến dài và lộn xộn của mình đã gây khó khăn cho các nhà sử học cho thấy tác động của công việc của mình. Woodbury có ảnh hưởng trong việc phát triển các "Cooley thuyết" trong việc giải thích các khoản Thương mại và tạo hình tiền lệ của Toà án về chế độ nô lệ. Bằng cách đặt quan điểm cá nhân của mình sang một bên, ông củng cố ý tưởng rằng hiến pháp một cách rõ ràng cho phép chế độ nô lệ và thậm chí hỗ trợ nó, mà đã góp phần giúp cho các quyết định Dred Scott và căng thẳng cắt.